# Grad Vodriž
Grad Vodriž (nemško Wiederdries) je družinski grad, tudi ganerbni grad, zgrajen v gotskem slogu, katerega ostanki stojijo pri naselju Vodriž v Mestni občini Slovenj Gradec.

## Zgodovina
Zgrajen je bil na začetku 14. stoletja, v pisnih virih pa je prvič omenjen leta 1338 kot "Widerdriezz", ko so si ga bratje Henrik, Bertold in Friderik Hebenstreit razdelili na tri dele. Posest je bila fevd oglejskega patriarha. Njegov naslednji lastnik je bil Henrik Vitanjski. Leta 1436 pa je prešel pod habsburško lastništvo, saj so ga takratni trije neplemiški lastniki prodali nadvojvodi Frideriku. Habsburžani so ga kot deželnoknežji fevd podelili Hansu Ungnadu. Nato je grad od leta 1564 posedoval Erazem Gall. Še pred letom 1629 je bil v rokah Joahima pl. Ruessa, in nato baronov Teuffenbachov. Ti so ga leta 1727 prodali baronu Janezu Jožefu Gabelkhovnu. Konec 18. stoletja je gospostvo in grad hitro menjavalo lastnike, pri čemer je grad počasi propadal in konec stoletja več ni bil poseljen.
Grajski kompleks ima grajsko kapelo, ki je bila postavljena okoli 15. stoletja ob severnem obrambnem zidu, prvotna kapela pa se je nahajala v stanovanjskem delu gradu. Grad Vodriž naj bi pogorel leta 1766 in bil nato tudi opuščen.
Je ena najmogočnejših grajskih razvalin na ozemlju današnje Slovenije in kot tak zavarovan kot kulturni spomenik državnega pomena.